# 吉定镇
吉定镇（藏語：དགེ་སྡེངས་），是中华人民共和国西藏自治区日喀则市萨迦县下辖的一个乡镇级行政单位。

## 行政区划
吉定镇下辖以下地区：
帕定村、曲嘎村、江色村、培庆村、冲达村、龙桑村、德丹村、加木村、查贡村、米村、桑珠岗村、白色村、吉定村和克赤布村。